# N7 (Burkina Faso)
Die N7 ist eine Fernstraße in Burkina Faso, die die zweitgrößte Stadt Bobo-Dioulasso mit der Elfenbeinküste verbindet. Sie ist 150 Kilometer lang.
Die Fernstraße beginnt in Richtung Süden und verläuft durch eine flache Savanne. Auf der Seite der Elfenbeinküste verläuft sie als A3 weiter. Besonders wichtig ist die Anbindung an den Hafen von Abidjan.
In den Jahren 1976 bis 1979 wurde die N1 auf dem Abschnitt von Bobo-Dioulasso bis Banfora erstmalig außerorts auf sechs Meter Breite und innerorts auf zehn Meter Breite ausgebaut und asphaltiert. Dabei wurde sie auf eine Geschwindigkeit von 100 km/h ausgelegt. Die bisherige Beschaffenheit wird als zweispurige Laterit-Straße mit schlechter Oberfläche, mangelhafter Entwässerung und stellenweise zu geringer Breite beschrieben. Die veranschlagten Kosten beliefen sich auf 3 Milliarden CFA-Franc.
Ab Dezember 2016 wurde die 73 Kilometer lange Strecke von Banfora nach Süden für knapp 7 Milliarden CFA-Francs (umgerechnet 10,7 Mio. €) saniert. Die Arbeiten waren Ende März 2018 zu über 90 % abgeschlossen.